# Arvika Allehanda
Arvika Allehanda var en dagstidning utgiven från 28 november 1890 till 17 mars 1892 i Karlstad, sedan 25 mars 1892 till 6 juli 1894 i Kristinehamn. Fullständiga titeln var Arvika Allehanda / Liberal tidning för Arvika och västra Värmland.

## Redaktion
Redaktionsort var Arvika. Tidningen var politiskt liberal. Utgivningsbevis för tidningen utfärdades för målarmästaren Axel Georg Larsson den 30 oktober 1890 i Karlstad och sedan 21 mars 1892 i Kristinehamn. Den redigerades av Carl Pfeiffer 1890–1892 samt sedan av Manne Hammargren från 3 februari 1893. Sedan Arvika Allehanda upphört den 6 juli 1894 utgavs den 28 december 1894 ett 2-spaltigt nummer med tryck på blott en sida, i vilket tillkännagavs, att ett bolag bildats för att ge ut en fortsättning med titeln Arvika Nyheter. Tidningen gavs ut en dag i veckan till 8 maj 1891 på fredagar sedan torsdagar till 28 december 1894, dock utan utgivning juli till december 1894.

## Tryckning
Tidningen trycktes i Karlstad på Forssells boktryckeri och i Kristinehamn på A. F. Broströms tryckeri. Typsnitt var antikva, Förstasidan hade  titelvinjett. Tidningens 4 sidor var i folioformat 67 x 44 cm och 7 spalter eller 6 spalter 54,5 x 37,3 cm. Priset var 30 öre för december 1890 och därefter 2 kronor och 20 öre per år.